# Arleigh Burke-klassen
Arleigh Burke-klassen (Ofte forkortet til Burke-klassen) er en destroyerklasse brugt i United States Navy. Skibet er opbygget omkring AEGIS-kampsystemet og SPY-1D multifunktionsradaren og har luftforsvar som primær opgave, men er ganske godt udrustet til at deltage i enhver anden slags krigsførelse. Klassen er navngivet efter Admiral Arleigh "31-Knot" Burke, en kendt amerikansk destroyerchef under 2. verdenskrig, som senere blev chef for den amerikanske flåde.
Det første skib i klassen indgik i tjeneste den 4. juli 1991 og med udfasningen af den sidste destroyer af Spruance-klassen, USS Cushing den 21. september 2005, er Arleigh Burke-klassen den eneste tilbageværende destroyer-klasse i US Navy. Siden da har klassen vist sit værd og er nu den overfladeskibsklasse i den amerikanske flåde, der er blevet fremstillet i den længste periode.
Med en længde på over 150 meter, deplacement på 9.200 ton, og en våbenpakke på over 90 missiler er en Burke større og bedre bevæbnet end tidligere krydser-klasser.

## Karakteristik
Arleigh Burke-klassen er de bedst bevæbnede destroyere nogensinde bygget i USA og kun Spruance-klassen var "større" med en længde på 160 meter, men dog knapt så svært bevæbnet. Det er vigtigt at huske, at Arleigh Burkes missioner er noget anderledes end Spruance-klassens missioner, idet Spruance-klassen var en primær ASW-enhed. Den større Ticonderoga-klasse blev bygget på samme skrog som Spruance-klassen, men blev betegnet som krydser grundet skibenes meget store våbenpakker, sensorer og opgavekompleks.
De erfaringer, man gjorde sig under bygningen af Ticonderoga-klassen, havde stor indflydelse på det endelige design af Arleigh Burke-klassen. Visuelt benyttede man vinklede skibssider frem for de traditionelle lodrette sider, og skibets mast blev også designet med brug af den sidste nye stealth-teknologi, der blandt andet blev udviklet ved forsøgsfartøjet Sea Shadow (IX-529),  da udstrakt brug af denne teknologi ville øge skibets chancer for at undvige og/eller nedskyde fjendtlige sømålsmissiler.
Med Burke-klassen vendte US Navy tilbage til skibe, bygget udelukkende af stål. Brugen af en aluminiumoverbygning var en måde at holde skibets vægt nede, men det noget lettere metal viste sig at have en tendens til at sprække. Desuden er aluminium mindre brandhæmmende end stål. I 1975 brød en brand ud om bord på USS Belknap, hvilket gjorde at skibets overbygning nærmest smeltede ned. Senere kamperfaringer, som Royal Navy gjorde sig under Falklandskrigen, understøttede beslutningen om kun at benytte stål til bygningen af orlogsskibe.
Burke-klassen var desuden den første skibsklasse i USA, der blev udstyret med et CBRN-beskyttelsessystem til beskyttelse mod atomar, biologisk og kemisk krigsførelse.
Skibene er desuden blevet en hjørnesten i USA's nationale missilforsvar, og samtlige skibe er ved at blive opgraderet, således at de kan deltage aktivt i missilskjoldet. Oprindeligt var det meningen, at produktionen skulle være ophørt, men da Zumwalt-klassen er blevet begrænset til kun to skibe, har man set sig nødsaget til at bygge flere skibe af Arleigh Burke-klassen.

## Udvikling
I 1980 indledte US Navy drøftelser med syv forskellige entreprenørvirksomheder. I 1983 var antallet skåret ned til tre Bath Iron Works, Todd Shipyards og Ingalls Shipbuilding. Den 3. april 1985 underskrev Bath Iron Works en kontrakt på 321,9 millioner USD om at bygge det første skib i klassen, USS Arleigh Burke (DDG-51). Den samlede pris for det første skib i klassen blev 1,1 milliard USD, hvoraf de 778 millioner gik til våbensystemer og sensorer. Skibets køl blev lagt ved Bath Iron Works i Bath, Maine, den 6. december 1988, og blev søsat den 16. september 1989. Admiral Arleigh Burke var tilstede under skibets kommandohejsning den 4. juli 1991 i Norfolk, Virginia.
I den tredje version af klassen benævnt "Flight IIA er der sket adskillige ændringer i forhold til det oprindelige design. En af de væsentligste ændringer er tilføjelsen af en hangar med plads til to Sikorsky MH-60R Seahawks og en forbedret United Defense Mark 45 letvægtskanon. Senere enheder i denne version fik desuden ændret overbygningen således at skibenes skorstene blev skjult med henblik på en reduktion af skibenes radarsignatur. Derudover har Flight II/A-skibene ikke længere et TACTAS og ej heller Harpoon-våbensystemet. Enhederne fra DDG-68 til DDG-84 har et AN/SLQ-32 ESM-system med V3-antenner, der er det samme system som findes på Ticonderoga-klassen, mens resten af klassen er udstyret med de samme V2-antenner, som findes på Oliver Hazard Perry-klassen. V3 er udstyret med en ECM-del, mens V2 kun er passivt. Et antal af Flight IIA-skibene blev bygget uden en Phalanx CIWS på grund af udviklingen af Evolved Sea Sparrow-missilet, men US Navy besluttede senere at efterinstallere mindst én Phalanx CIWS på alle IIA-skibene inden 2013.
USS Pinckney, USS Momsen, USS Chung-Hoon, USS Nitze, USS James E. Williams og USS Bainbridge er alle udstyret til at kunne medbringe et nyt minerydningssystem. Derudover blev skibenes Mk. 32 torpedorør flyttet fra deres placering midtskibs til missildækket.

### Modernisering
United States Navy har igangsat et moderniseringsprojekt for Burke-klassen for at forbedre skibenes kanonsystemer grundet bekymringer over manglende maritim ildstøtte til landoperationer efter den endelige udfasning af slagskibene af Iowa-klassen. Moderniseringen af kanonsystemet var primært rettet mod Flight I-skibene og ville gøre dem i stand til at skyde op mod 50 sømil med specialudviklet ammunition, kaldet EGRM (extended range guided munitions). I 2008 besluttede US Navy dog at stoppe udviklingen af EGRM-projektilerne.
Moderniseringsprogrammet omfatter også en omfattende midtlivsopdatering, som skal sikre at klassen forbliver effektiv. Reduceret bemanding, forøget effektivitet og forbedret økonomisk rentabilitet er hovedpunkterne i moderniseringsprogrammet. Moderniseringerne vil blive en integreret del af bygningen fra og med DDG-111 og vil blive efterinstalleret på tidligere skibe i løbet af deres periodiske dokninger. Den første fase af opdateringen vil opgradere skroget og de mekaniske- og elektriske systemer, mens den anden fase til opdatere kampinformations- og våbensystemerne. Resultatet af disse opdateringer skulle gerne give forbedrede kapaciteter med hensyn til et missilforsvar og kystnære operationer.
Klassen skulle efter planen erstattes af Zumwalt-klassen fra 2020, men på grund af begrænsningen af antallet af skibe i Zumwalt-klassen og en øget trussel fra både langtrækkende og kortrækkende missiler besluttede US Navy at genstarte produktionen af Arleigh Burke-klassen og gøre disse skibe bedre i stand til at operere kystnært.
I april 2009 offentliggjorde flåden en plan, der ville begrænse antallet af Zumwalt-enheder til tre, men man bestilte yderligere tre skibe af Arleigh Burke-klassen fra både Bath Iron Works og Ingalls Shipbuilding værfterne. Northrop Grumman modtog den 2. december 2009 170,7 millioner amerikanske dollar for materialerne til destroyeren, der senere skulle have pennantnummeret DDG-113.
Konstruktionen af skibene af Flight III-versionen vil formentlig begynde i finansåret 2016 i stedet for det annullerede krydserprogram. Flight III-versionen vil få forbedrede radarsystemer med en diameter på 4,2 meter mod tidligere 3,6 meter samt forskellige andre opdateringer. Disse radarsystemer vil benytte elektronisk beamforming.
I juli 2010 annoncerede BAE Systems at virksomheden havde vundet en kontrakt vedrørende modernisering af 11 destroyere.

## Opbygning

### Dimensioner og materiale
Den oprindelige version (Flight I) er knap 153 meter lang, mens de modificerede skibe af Flight IIA måler næsten 155 meter. Bredden af skibene er cirka 20 meter. Skroget er i forhold til tidligere destroyere ganske kort og bredt (Længde/breddeforhold 7,9:1). Hermed håbede US Navy at opnå forbedrede sø- og manøvreegenskaber. Skibets højeste punkt, toppen af masten, er i en højde på 50 meter.
Dækket på Burke-klassen er betegnet Level 1. Under dette dæk findes der yderligere tre dæk betegnet dæk 2 til 4. I dette område findes besætningens sove- og opholdsbanjer samt maskin- og apparatrum. I overbygningen over hoveddækket er der fem dæk betegnet Level 01 til 05. I dette område ligger operationsrummet og på Level 05 ligger broen, cirka 17 meter over havoverfladen.

### Helikoptere
Skibene i Flight I og II er udstyret således at deres landingsdæk kan modtage Sikorsky MH-60R Seahawk-helikoptere og forsyne dem med nyt brændstof og nye våben. Skibene er dog ikke udrustet med hangar til at kunne huse helikoptere permanent. Dette er umiddelbart skibenes største svaghed, som er rettet i forbindelse med Flight IIA. På disse skibe er agterdækket forhøjet og der er bygget en hangar med plads til to Seahawk-helikoptere. I masten er der placeret et TACAN-system, der støtter ved helikopteranflyvningen.
Til genforsyning til søs med helikopter (benævnt VERTREP for vertical replenishment) er der en dedikeret landingsplads på både agterdækket og fordækket.

### Stealth
For at formindske skibenes radarsignatur er Burke-klassen designet således, at der ikke er en side, der vender vinkelret på havoverfladen. På denne måde undgås et såkaldt broadside flash (dvs. et "bredside-ekko), hvor skibet reflekterer radarstråler med hele skibssiden og dermed giver et stort ekko. Således er skroget på destroyere vinklet udad op til skanseklædningen så radarstråler reflekteres ned mod vandet, og overbygningen er vinklet indad så radarstrålerne bliver vinklet opad mod luften. Således er alle genstande på dækket vinklet så meget som muligt for at give den lavest mulige radarsignatur. Rælingen er endda vinklet så den giver lavest muligt radarekko.
Hvor meget et skib af Arleigh Burke-klassen er sværere at finde på radar i forhold til et konventionelt skib er aldrig blevet offentliggjort.
For at mindske skibets akustiske udstråling under vand benytter skibene Prairie-Masker-systemet, der genererer luftbobler i særlige bælter på skroget og skruerne. Disse bobler reflekterer lyden tilbage til skruerne og skroget således at maskinstøj og kavitation dæmpes.

### Problemer
I oktober 2007 blev det bekræftet i en rapport fra Jane's Information Group, at destroyerne havde problemer med styrken i skibets bund. Især ved større belastninger giver det problemer i forskibet i svær sø. Flåden igangsatte et reparationsprogram, der ville koste i omegnen af 62 millioner US dollars. Ved denne reparation udskiftedes stiverne i rummet over sonardomen med nogle stærkere stivere. Nybyggede enheder er født med disse forbedrede stivere.

### Fremdrivning
Skibene i Arleigh Burke-klassens fremdrivning består af fire gasturbiner af typen LM-2500-30 bygget af General Electric. De genererer tilsammen omkring 100.000 Hk, der driver skibenes to skruer. Turbinerne er forbundet to og to til hver skrue og er placeret i to adskilte maskinrum. Skruerne er konstrueret af bronze og består af fem blade med en diameter på 5,20 meter. De to skruer bevæger sig modsat rundt, bagbords skrue bevæger sig (set agtenfra) mod uret, mens styrbords skrue bevæger sig med uret. Bag hver skrue befinder der sig et hydraulisk styret ror.
Ved brug af alle fire gasturbiner kan skibene i kortere perioder opnå en hastighed på over 30 knob (56 km/t). Ved en hastighed på 20 knob kan skibene sejle cirka 4.400 sømil uden genforsyning. Skibene har fået en forbedret manøvreevne ved hjælp af vendbare skruer (kaldet Controllable Reversible Pitch Propellers), hvor de enkelte skrueblade kan drejes omkring deres egen længdeakse.
Skibene genererer elektrisk energi ved hjælp af tre gasturbinegeneratorer af typen 501-K34 fra Allison Engine Company, hvilket giver cirka 2,5 megawatt. Nyere enheder benytter tre Rolls-Royce generatorer, der giver 3 megawatt. Disse tre generatorer bliver også drevet af gasturbiner.

### Bevæbning
Skibenes hovedbevæbning består af missiler, der bliver affyret fra skibenes Mk. 41 VLS. På skibene af Flight I og II er der 90 celler samlet i to grupper for og agter. På Flight IIA-versionen er der yderligere seks celler.
Skibenes VLS er i stand til at affyre en bred vifte af forskellige missiler mod såvel luftmål, overflademål, landmål og undervandsmål. Et Mk. 41 VLS kan bruges til at affyre SM-2, som normalt udgør størstedelen af missilerne, Tomahawk krydsermissiler, RUM-139 VL-ASROC ubådsmissiler. Skibene i Flight I består af to firedobbelte RGM-84 Harpoon-missilsystemer, men er sparet væk på senere enheder, skibene er dog forberedt til at kunne udrustes med missilerne. Enhederne i versionen Flight IIA er også i stand til at benytte de moderne missiler RIM-162 Evolved Sea Sparrow (ESSM). Disse missiler bliver monteret i såkaldte Quad-Packs i VLS, så der er plads til fire missiler i hver celle.
Som et maritimt bidrag til USA's nationale missilforsvar kan skibene udrustes med SM-3 missiler.
Derudover har skibene to tredobbelte torpedorør til Mk. 46 torpedoer til brug mod ubåde. På fordækket befinder der sig desuden en 127 mm Mark 45 kanon. Denne kanon kan bruges mod såvel luft-, overflade- og landmål på afstande på op til 24 kilometer. Skudkadencen ligger på omkring 16-20 skud i minuttet og i magasinet er der kapacitet til 500 granater.
Til nærforsvar mod indkommende missiler bruges en kombination af ESSM og en Phalanx CIWS.

### Elektronik
Hjørnestenen i Arleigh Burke-klassens kampsystem er AEGIS-kampsystemet. Dette kampsystems hovedkomponent er SPY-1-radaren, der med fire flade Phased-Array-antenner holder overfladen og luftrummet omkring skibet konstant overvåget. AEGIS kan derfor tjene som et advarselssystem, der kan analysere og vurdere potentielle trusler. Systemet kan også samarbejde med andre systemer ved hjælp af netværk. Som overfladevarslingsradar og navigationsradar benytter man SPS-64 og SPS-67, der fungerer i de militære frekvensbånd på henholdsvis G- og I-båndet. Til positionsbestemmelse benytter man GPS og et inertialnavigationssystem.
Til ildledelse og missilstyring benytter man hovedsageligt SPY-1-radaren til at styre missilet mod målet, og til slut benytter man en af de tre dedikerede SPG-62 ildledelsesradarer til at sikre et træf. En af de tre radarer peger fremad og de to andre er rettet bagud.
SLQ-32 er skibenes elektronisk krigsførelsessystem. Antennerne til systemerne er placeret på masten og benyttes til at foretage elektronisk opklaring både kommunikationsmæssigt, men også radarmæssigt. Systemet er desuden udstyret med en ECM-del. Mark 36 SRBOC er også en del af SLQ-32-systemet. Mark 36 skyder chaff og flares op i luften hvorved man kan distrahere indgående missiler. For tiden moderniserer US Navy sine SRBOC-systemer, så man også kan benytte Nulka-lokkeduer fra systemet. Dette system flyver efter affyringen over vandoverfladen og forstørrer sit ekko i forhold til det fjendtlige radarsystem så missilet vil målfølge på Nulka-systemet frem for skibet.
Skibene benytter SQS-53C-sonarsystemet, som er placeret i en fiberglasdome i skibets stævn, og kan fungere både passivt og aktivt. Enkelte enheder er desuden udrustet med et SQR-19 Towed Array Sonar System, der passivt gør skibene i stand til at erkende ubåde på meget store afstande. Sonaroperatørerne om bord på skibet benytter undervandskampsystemet SQQ-89 til at sammenholde data samlet fra skibets sonarsystemer såvel som dyppesonar og sonarbøjer fra helikoptere på ét system. Som torpedovildledningssystem benytter Burke-klassen et SLQ-25 Nixie-system, der kan trække op til to undervandsdroner, der kan simulere et skib efter sig.
Radiosystemerne kan operere på forskellige frekvensbånd (millimeterbånd, UHF, HF, VHF), og derudover er skibene også udrustet med satellitkommunikation, så man kan kommunikere med enheder på meget længere afstand end normalt. Skibenes datasystemer kan udveksle billeder ved hjælp af Link 11, Link 16 og Link 22.

## Besætning
Skibene i Flight I og II bemandes af 26 officerer og henholdsvis 315 og 330 menige og sergenter. På Flight IIA er tallet steget til 32 og mellem 348-350. Grunden til stigningen er hovedsageligt på grund af helikoptergruppen samt yderligere teknikere.
På skibets "Level 1", er der en stor messe, hvori mandskabet kan spise 24 timer i døgnet. Til hvert vagthold, der tørner hver ottende time, bliver der serveret et varmt måltid. Derudover er der på de nedre dæk frisør, et vaskeri og forskellige indkøbsmuligheder for besætningen.
Mandskabet er inddelt i afdelinger kaldet "departments", der så igen er inddelt i divisioner.
Disse er:
- Administrative Department: Er ansvarlig for personaleforvaltning, omgang med officielle dokumenter og medicinsk behandling. Derudover hører Master-At-Arms (Banjermesteren) også til i denne afdeling, han er ansvarlig for disciplinen om bord.
- Combat System Department (kampsystemafdelingen) er inddelt i fire divisioner:
  - CE Divisionen er ansvarlig for elektronikken i kommunikations- og navigationssystemerne.
  - CF Divisionen vedligeholder AEGIS-systemet.
  - CS Divisionen koordinerer våbensystemtests og vedligeholdelse af disse.
  - CX Divisionen er ansvarlig for Tomahawk-missilerne, Harpoon-missilerne og Phalanx CIWS.
- Weapons Department (våbenafdelingen):
  - WA Divisionen er ansvarlig for antiubådskrigsførelsen.
  - WO Divisionen er ansvarlig for alt omgang med ammunition om bord.
- Engineering Department (Maskinafdelingen) er delt op i fire divisioner:
  - A/R Divisionen betjener de ikke direkte kampnødvendige systemer såsom klimaanlægget, vaskeriet og ferskvandsanlægget.
  - E Divisionen betjener de elektriske systemer.
  - MP Divisionen er ansvarlig for alt omkring gasturbinen.
  - DC Divisionen er ansvarlig for Force Protection.
- Operations Department (Operationsafdelingen) er også delt op i fire afdelinger:
  - OC Divisionen er ansvarlig for kommunikationen.
  - OD Divisionen er ansvarlig for helikoperoperationer, RAS og andet dæksarbejde.
  - OI Divisionen betjener skibets varslingssystemer i operationsrummet.
  - ON Divisionen forvalter søkort og er ansvarlig for skibets sikre navigation.
- Supply Department (Forsyningsafdelingen) er inddelt i fem divisioner:
  - S-1 er skibets lager hvor reservedele bliver opmagasineret.
  - S-2 er fødevaretjenesten om bord, der er ansvarlig for messerne og kabyssen.
  - S-3 betjener vaskeriet, frisøren, cola-, og andre automater.
  - S-4 er skibets "bank", der tager sig af besætningens pengeanliggender.
  - S-5 er ansvarlig for officersmessen.

## Operativt

### Profil
Destroyerne af Arleigh Burke-klassen, der er defineret som "Multi mission platforms", kan udføre flere forskellige opgaver. Med SPY-1-radaren kan man forsvare et stort område mod fly, og man kan med Tomahawk-krydsermissiler angribe sø- og landmål på meget store afstande. Mark 46 letvægtstorpedoen og ASROC torpedoraketten gør skibene velegnede til ubådsjagt. Afhængig af den tiltænkte rolle kan man ændre på våbenpakken, så den giver den størst muligt fleksibilitet.
Normalt opererer Burke-klassen med en Carrier Battle Group. De beskytter de stort set ubevæbnede hangarskibe mod lufttrusler og får til gengæld brændstof, fødevarer og reservedele fra et forsyningsskib. Takket være skibenes stealth-teknologi kan destroyerne operere udenfor styrken og foretage missilangreb på land eller luftmål uden at afsløre styrkens beliggenhed. I dette henseende er helikopterne om bord på Flight IIA-skibene af stor betydning, da de kan benyttes som en mobil sensor, der kan foretage opklaring over horisonten.

### Indsats
Arleigh Burke-klassen har deltaget i Krigen i Afghanistan 2001 og var indsat under krigen mod Irak, under Desert Strike i 1996, Desert Fox i 1998 og Iraqi Freedom i 2003. Udover skibenes eskortefunktion benyttede man dem også til at udføre missilangreb mod militære mål i krigszonerne.

### Attentater og uheld
I oktober 2000 udførtes et selvmordsattentat i Aden havn i Yemen mod USS Cole (DDG-67), hvor terrorister sejlede en båd fyldt med sprængstof, der detonerede på siden af skibet. Dette terroranslag kostede 17 amerikanske soldater livet og var det mest voldsomme anslag på en amerikansk Burke-destroyer nogensinde. USS Cole blev efterfølgende bragt tilbage til USA af flydedokskibet Blue Marlin, og skibet vendte tilbage til aktiv tjeneste i april 2002. Et terrorforsøg på søsterskibet USS The Sullivans (DDG-68) blev undgået, da båden var overfyldt og sank.

## Skibe i klassen
USS Michael Murphy skulle oprindeligt have været den sidste enhed i Arleigh Burke-klassen, men da man besluttede at stoppe bygningen af Zumwalt-klassen efter 2 enheder opstod et behov for yderligere enheder af Arleigh Burke-klassen. Materialerne til bygningen af yderligere tre skibe i klassen blev bestilt i perioden december 2009 til 2010. Det forventes at man i finansårene 2012 til 2013 vil begynde at designe en ny version af klassen kaldet Flight III, og man vil formentlig bestille 24 nye skibe i perioden 2016 til 2031.